# Barbula ravenelii
Barbula ravenelii là một loài rêu trong họ Pottiaceae. Loài này được Austin mô tả khoa học đầu tiên năm 1877.
Danh pháp khoa học của loài này chưa được làm sáng tỏ. 